# De camisa vieja a chaqueta nueva
De camisa vieja a chaqueta nueva es una comedia española de 1982 dirigida por Rafael Gil, basada en el novela homónima escrita por Fernando Vizcaíno Casas y  protagonizada por José Luis López Vázquez, Manolo Codeso y Antonio Garisa.

## Sinopsis
Un antiguo franquista se convierte en demócrata tras la Transición española.

## Reparto
- José Luis López Vázquez: Manolo Vivar de Alda
- Manolo Codeso: Alfonsiño Corcheiro
- Antonio Garisa: Gobernador
- María Casanova: Carmiña
- Charo López: María Antonia Brillas
- Agustín González: Daniel Fujardo
- Fernando Sancho: Cónsul alemán
- Emilio Gutiérrez Caba: Enrique Carrasco
- Fernando Delgado: Eufrasio
- Manuel Zarzo: José Alberto Vidal
- Maite Pardo: Doña Salvadora
- Alejandro de Enciso: Don Alejandro
- Ira Alonso: Monique
- Félix Dafauce: Don Florencio
- Emiliano Redondo: Padre Llaneza
- Adriano Domínguez: Secretario general de Falange
- Antonio Vico: Manolo hijo
- Flavia Zarzo: Carmen
- Milagros Ponti: Hilda
- Alejandra Grepi: Begoña
- Juan José Otegui: Alcalde
- Charo Moreno
- Marcelo Arroita-Jáuregui
- Manuel Gil
- Jacinto San Emeterio